# Alvin Harrison
Alvin Harrison (ur. 20 stycznia 1974) – amerykański lekkoatleta, zdobywca złotego medalu w sztafecie 4 x 400 metrów na Igrzyskach Olimpijskich w 1996 w Atlancie i w 2000 w Sydney. Indywidualnie zdobywca srebrnego medalu w biegu na 400 m w Sydney.
Jest bratem bliźniakiem Calvina Harrisona, również olimpijczyka. Podczas Igrzysk Olimpijskich w Sydney bracia Harrison przeszli do historii jako pierwsi bliźniacy biegnący w sztafecie i zdobywający złoty medal. Był to pierwszy taki przypadek od czasów organizowania Nowożytnych Igrzysk Olimpijskich. W sztafecie 4 x 400 m Alvin biegł na pierwszej zmianie, a Calvin na trzeciej.
W 2008 roku sztafecie amerykańskiej z Sydney został odebrany złoty medal po oświadczeniu jednego z biegaczy, Antonia Pettigrew. Przyznał się on do stosowania dopingu wydolnościowego w trakcie zawodów.
Alvin Harrison nie startował na Igrzyskach Olimpijskich w Atenach z powodu podejrzeń o stosowanie zabronionych substancji. W październiku 2004 roku zaakceptował czteroletnią dyskwalifikację nałożoną na niego przez Amerykańską Agencję Antydopingową, anulowano także wszystkie jego rezultaty od 1 lutego 2001.
Wraz z bratem napisał książkę "Go to Your Destiny" wydaną po raz pierwszy nakładem wydawnictwa Hyperion w grudniu 2000 roku.
W 2009, po upłynięciu okresu dyskwalifikacji, zmienił obywatelstwo. Po raz pierwszy wystąpił w barwach Republiki Dominikany na Mistrzostwach świata w lekkoatletyce w 2009 roku w biegu na 400 m, jednak bez sukcesu. Pierwszym znaczącym osiągnięciem Harrisona po zmianie obywatelstwa było zdobycie czwartego miejsca w biegu sztafetowym 4 x 400 m na Halowych Mistrzostwach Świata w Lekkoatletyce, po biegu sztafeta Dominikany została zdyskwalifikowana.
Oprócz medali olimpijskich, Harrison ma na koncie m.in. brązowy medal igrzysk panamerykańskich w Winnipeg (wywalczony w konkurencji biegu sztafet 4 x 400 m).

## Rekordy życiowe
| Data            | Dystans       | Miejsce            | Czas  |
| --------------- | ------------- | ------------------ | ----- |
| 28 marca 1996   | bieg na 200 m | Fresno, Kalifornia | 20,23 |
| 19 czerwca 1996 | bieg na 400 m | Atlanta, Georgia   | 44,09 |

Harrison, razem z kolegami z reprezentacji Dominikany, jest halowym rekordzistą kraju (3:06,30 w 2010).

## Osiągnięcia
| Rok  | Konkurs                       | Miejsce | Dystans            |
| ---- | ----------------------------- | ------- | ------------------ |
| 1996 | Igrzyska Olimpijskie, Atlanta | 1.      | Sztafeta 4 x 400 m |
| 1998 | Finał Grand Prix IAAF, Moskwa | 6.      | 400 m              |
| 2000 | Igrzyska Olimpijskie, Sydney  | 2.      | 400 m              |